# Itarana
Itarana is een gemeente in de Braziliaanse deelstaat Espírito Santo. De gemeente telt 10.667 inwoners (schatting 2009).
De gemeente grenst aan Itaguaçu, Santa Teresa, Santa Maria de Jetibá, Afonso Cláudio en Laranja da Terra.